# Stanisław Berezowski
Stanisław Wiktor Łukasz Berezowski, ps. „Hugo”, „Zarzycki” (ur. 18 października 1910 w Krakowie, zm. 4 lutego 1986) – polski profesor, geograf, oficer rezerwy Wojska Polskiego, inicjator restytucji i redaktor naczelny miesięcznika „Poznaj Świat”.

## Życiorys
Urodził się w rodzinie Tadeusza i Julii z Giżyckich (1880–1976), malarki.
W latach 1929–1934 studiował geografię na Uniwersytecie Jagiellońskim, jednocześnie kończąc Szkołę Nauk Politycznych przy Wydziale Prawa tej samej uczelni. Pracował w konsulacie generalnym RP w Paryżu, studiując również w Instytucie Studiów Międzynarodowych Uniwersytetu Paryskiego. Przed wybuchem II wojny światowej przyjechał do Warszawy.
Pracując podczas okupacji w Zarządzie Miejskim i działając w konspiracji wojskowej. Zajmował się też pisaniem pracy doktorskiej. W konspiracji od października 1939. Należał do Biura Informacji i Propagandy Komendy Głównej Armii Krajowej. Walczył w powstaniu warszawskim, w grupie majora „Jakuba” i dostał się do obozu jenieckiego na terenie III Rzeszy. Po jego wyzwoleniu udał się do Paryża i kontynuował pracę naukową pod kierunkiem Georges'a Chabota.
W 1946 powrócił do Polski i od razu obronił pracę doktorską na Uniwersytecie Jagiellońskim. Jesienią 1946 przeniósł się do Warszawy, do pracy w Centralnym Urzędzie Planowania, a potem w Państwowej Komisji Planowania Gospodarczego.
Wykładał w Szkole Głównej Handlowej (później w Szkole Głównej Planowania i Statystyki) i Uniwersytecie Łódzkim. W 1954 został mianowany docentem, w 1965 profesorem nadzwyczajnym, a w 1974 profesorem zwyczajnym. W latach 1972–1978 był przewodniczącym Polskiego Towarzystwa Geograficznego (1978-1984 - wiceprzewodniczącym). PTG nadało mu ostatecznie godność członka honorowego (podobnie postąpiły analogiczne towarzystwa z Francji i Czechosłowacji). Uczestniczył w kongresach Międzynarodowej Unii Geograficznej (1934, 1938, 1960, 1964, 1972, 1976). Działał we Froncie Jedności Narodu. Został pochowany na cmentarzu Powązkowskim w Warszawie (kwatera 67-5-16,17).

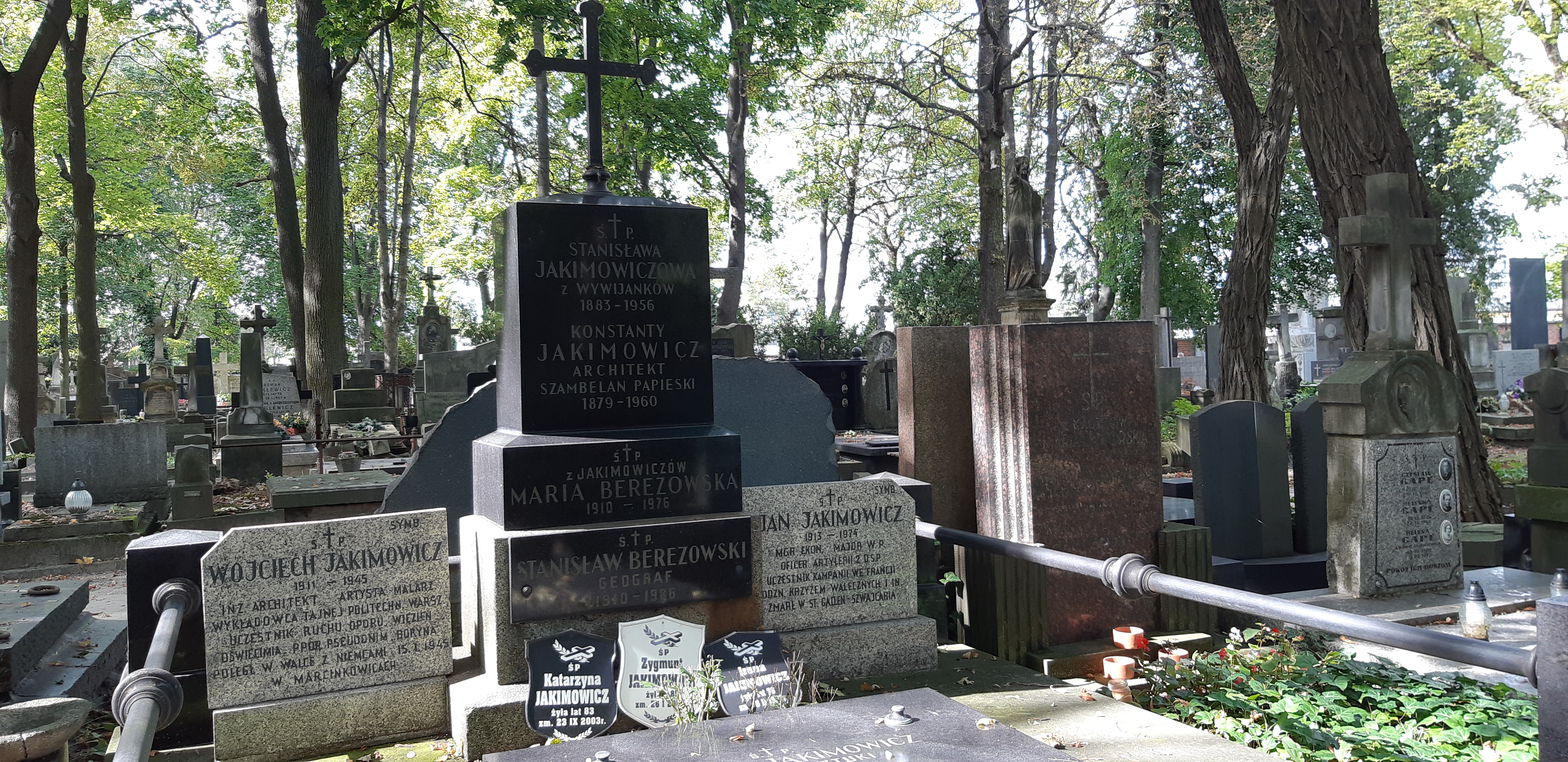
Grób Konstantego Jakimowicza i Stanisława Berezowskiego na cmentarzu Powązkowskim w Warszawie

## Zainteresowania
Interesował się głównie problematyką regionalizacji ekonomicznej, geografii transportu, a także ochroną środowiska, popularyzacją geografii, turystyką oraz wędrówkami pasterskimi.

## Osiągnięcia
Wypromował dziewięciu doktorów i przeszło trzystu magistrów. Wykładał we Francji, Kanadzie, Czechosłowacji i w Wielkiej Brytanii. Opracował podręczniki akademickie, szkolne oraz monografie, m.in.: "Geografia transportu", "Zarys geografii komunikacji", "Geografia gospodarcza Polski dla klasy X" (wspólnie z Józefem Barbagiem), "Dolina Kościeliska", "Dolina Gąsienicowa" i "Dolina Chochołowska".